# Manfred Schumann
Manfred Schumann (ur. 7 lutego 1951 w Hanowerze) – niemiecki bobsleista i lekkoatleta, dwukrotny medalista olimpijski z Innsbrucku.
Reprezentował barwy RFN. Jako lekkoatleta specjalizował się w biegu na 110 metrów przez płotki i brał udział w igrzyskach olimpiijskich w Monachium (1972). W tym samym roku był srebrnym medalistą mistrzostw Europy w hali w biegu na 50 metrów przez płotki. Jako bobsleista największe sukcesy odnosił z pilotem Wolfgangiem Zimmererem. Dwa razy stawał na podium IO 76, trzy razy był medalistą mistrzostw świata. Mistrzem RFN zostawał zarówno w lekkoatletyce, jak i bobslejach.